# Pavao Tekavčić
Pavao Tekavčić (Zagreb, 23. kolovoza 1931. – Zagreb, 19. ožujka 2007.), hrvatski jezikoslovac, talijanist i romanist. 

## Životopis
Rodio se u Zagrebu kao jedino dijete oca Slovenca i majke Hrvatice, što ga je zarana obilježilo kao govornika s dva materinska jezika.Osnovnu školu i klasičnu gimnaziju završio je u Zagrebu. Na Filozofskom fakultetu u Zagrebu upisao se 1950. i 1954. diplomirao talijanistiku i romanistiku (francuski i talijanski jezik i književnost i latinski jezik). Od 1954. do 1956. dopunio je obrazovanje studijem latinskog, grčkog i španjolskog.
Godine 1957. imenovan je asistentom (profesoru Mirku Deanoviću), doktorirao je 1963. disertacijom o istroromanskom govoru Vodnjana. Godine 1965. izabran je za docenta, 1970. za izvanrednog, a zatim 1973. za redovitog profesora talijanske lingvistike na Filozofskom fakultetu u Zagrebu. Do 1980. je predavao povijest talijanskoga jezika i talijansku povijesnu gramatiku, vulgarni latinitet i romansku lingvistiku.
Zbog zdravstvenih je razloga Pavao Tekavčić 1983. godine otišao u prijevremenu mirovinu s Pedagoškog fakulteta u Puli, gdje je predavao nakon što je 1980. iz osobnih razloga napustio Filozofski fakultet u Zagrebu.
Posljednje godine života proveo je u kući, ali je ostao i dalje aktivan. Praćenje literature omogućavala mu je supruga Zorica Živković Tekavčić, koja je u studenom 2007. Odjelu za talijanski jezik i književnost Sveučilišta u Zadru donirala vrijednu knjižnicu svog pokojnog supruga.

## Pavao Tekavčić i istroromanski idiomi
Zbog govornog latinskog (vulgarnog) Istra mu je postala jedna od omiljenih znanstvenih tema. Svoja jezična istraživanja započeo je u Istri proučavajući poglavito govor Vodnjana kao jedan od istroromanskih idioma. Objavio je mnogobrojne studije o romansko-hrvatskim jezičnim vezama, o retoromanskom i dalmatskom, o tragovima rumunjskoga u hrvatskim govorima, ali osobito o umirućem istroromanskom i njegovu položaju unutar Romanije te o pitanjima razvoja talijanskoga i drugih romanskih jezika. Dao je značajan prinos proučavanju stratifikacije i (relativne) kronologije rom. ostataka na južnoslavenskim, posebice na hrvatskim primorskim prostorima.

## Doprinos lingvistici
Osim velikog doprinosa u proučavanju povijesti talijanskoga jezika, dao je jednaki doprinos u razvoju sociolingvistike, pragmalingvistike i jezika komunikacije.
Objavio je brojne stručne i znanstvene radove ( 174 znanstvenih članaka i 179 temeljitih recenzija) u više od 20 domaćih i stranih časopisa u Hrvatskoj, ali ponajviše u inozemstvu i to na talijanskom, francuskom, španjolskom I slovenskom, te više knjiga.
Bio je član Hrvatskog filološkog društva, Société de Linguistique de Paris, Société de Linguistique romane. Objavljivao je u časopisima Lingua e stile, Revue Roumaine de Linguistique, Lingua nostra, Beiträge zur romanischen Philologie, L’Italia dialettale, Linguistica, Italica Belgradensia, Ladinia.

## Kapitalno djelo: Povijesna gramatika talijanskog jezika
Studijski boravak u Bologni (1962. – 1963.) bio je presudan za temeljito proučavanje talijanske povijesne fonologije i morfologije. Rezultat tog dijela njegovih istraživanja vidljiv je u objavljivanju Povijesne talijanske gramatike (Grammatica storica dell’italiano) u tri sveska 1972. godine, u izdanju nakladnika Il Mulino iz Bologne (2. Izdanje iz 1980.). To kapitalno djelo, koje je zamijenilo već tada zastarjelu  Meyer-Lübkeovu gramatiku te stalo uz bok suvremenije i jednako poznate gramatike G.Rohlfsa, danas je nezaobilazno u obrazovanju svakog talijanista u svijetu, a profesoru je Tekavčiću osiguralo posebno mjesto među najznačajnijim talijanistima svih vremena.
Pomno je pratio razvoj strukturalne metodologije u lingvistici, posebice u poredbenopovijesnoj romanistici. Njegova Povijesna gramatika talijanskoga (Grammatica storica dell’italiano) primjer je dosljedne i rigorozne primjene strukturalne analize na povijest jednoga romanskog jezika.

## Nagrade i priznanja
Bio je i dopisni član HAZU od 1986., a 2004. godine ga je za promicanje učenja i proučavanja talijanskog jezika izvan Italije talijanski predsjednik Ciampi odlikovao odlikovanjem Republike Italije u rangu Commendatore "Red zvijezde talijanske solidarnosti" (Ordine della Stella della Solidarietà Italiana).

## Djela
- Današnji istroromanski dijalekt Vodnjana (1967.)
- Uvod u vulgarni latinitet (s izborom tekstova) iz 1970.
- Povijesna talijanska gramatika (Grammatica storica dell’italiano) (1972.)
- Uvod u lingvistiku za studente talijanskog jezika i književnosti iz 1979.